# Antoine de Valon
Pour les articles homonymes, voir Valon.
Antoine Joseph Louis Sylvestre de Valon du Boucheron de Saint-Hyppolyte, comte de Valon (Égletons, 10 octobre 1783 - Tulle, 27 janvier 1848) est un homme politique français.

## Biographie

### Vie privée
Il est le fils de Jean Jacques Léon de Valon du Boucheron de Saint-Hippolyte, comte de Valon (1755-1799) et d'Anne Armande de Lentilhac (1759-1812).

### Vie publique
Maire de Tulle en 1823, conseiller général, il est député de la Corrèze de 1824 à 1831 en succédant à son lointain cousin Louis de Valon du Boucheron d'Ambrugeac, 1er comte d'Ambrugeac et de nouveau entre 1837 et 1842, il siège dans l'opposition de droite sous la Restauration et dans les rangs légitimistes sous la monarchie de Juillet.
Le château de Saint-Priest-de-Gimel lui appartient.

## Famille
Il épouse, le 11 octobre 1809, Anne Aspasie de Gaudechart (1792-1866), fille de René François de Gaudechart et d'Anne Louise Marie de Trie-Pillavoine. Ils ont deux enfants.
- Léon de Valon du Boucheron de Saint-Hyppolyte, comte de Valon (21 septembre 1810 - 11 juin 1887) épouse en premières noces Louise Jeanne Joséphine Clémence de Saint-Cricq (? - 27 juin 1843), sans descendance puis épouse en secondes noces Apollonie de La Rochelambert (1er juillet 1825 - 9 avril 1904), dont descendance ;
- Alexis de Valon du Boucheron de Saint-Hyppolyte, vicomte de Valon (16 mars 1818 - 20 août 1851) épouse Cécile Delessert (7 octobre 1825 - 26 mars 1887), sans descendance.